# 威力
| ウィキペディアには「威力」という見出しの百科事典記事はありません（タイトルに「威力」を含むページの一覧/「威力」で始まるページの一覧）。 代わりにウィクショナリーのページ「威力」が役に立つかもしれません。 |